# Giovanni Francesco Falzacappa
Giovanni Francesco Falzacappa (ur. 7 kwietnia 1767 w Tarquinii, zm. 18 albo 19 listopada 1840 w Rzymie) – włoski kardynał.

## Życiorys
Urodził się 7 kwietnia 1767 roku w Tarquinii, jako syn  Leonarda Falzacappy i Teresy Guerrini. Studiował na La Sapienzy, gdzie uzyskał doktorat utroque iure. Następnie został referendarzem Trybunału Obojga Sygnatur i członkiem Kancelarii Apostolskiej. 27 października 1799 roku przyjął święcenia kapłańskie. Mianowano go audytorem Kamery Apostolskiej i kanonikiem bazyliki watykańskiej, a on został jednym z założycieli Akademii Katolickiej. Podczas drugiej francuskiej okupacji Rzymu, odmówił złożenia przysięgi lojalności za co został deportowany na Capraię Isolę. 27 września 1819 roku został wybrany tytularnym arcybiskupem Aten, a dwa dni później przyjął sakrę. 10 marca 1823 roku został kreowany kardynałem prezbiterem i otrzymał kościół tytularny Santi Nereo ed Achilleo. W tym samym roku został arcybiskupem ad personam Ankony, jednak już rok później zrezygnował z diecezji. W 1829 roku został prefektem Trybunału Sygnatury Sprawiedliwości. 5 lipca 1830 roku został podniesiony do rangi kardynała biskupa i otrzymał diecezję suburbikarną Albano. W okresie 1839–1840 pełnił funkcję kamerlinga Kolegium Kardynałów. Zmarł 18 albo 19 listopada 1840 roku w Rzymie.